# Le Presse Papier
 (décembre 2020).
Ne doit pas être confondu avec Presse-papier (informatique) ou Presse-papier.
Le Presse Papier est un créateur, éditeur & fabricant de papier peint, textile d’ameublement et objets de décoration implanté dans le quartier de la Croix-Rousse à Lyon, en France. La marque a été créée en 2012 par Sébastien Barcet, après avoir mené plusieurs activités dans le domaine des arts graphiques.

## Design et production
Travaillant avec une équipe de designers textiles issus de la célèbre filière lyonnaise, la marque propose des créations originales, des rééditions et des créations librement inspirées de l’histoire des arts graphiques. La marque a la particularité de dessiner et imprimer l'ensemble de ses produits en France. Ils s'adressent aussi bien aux particuliers, qu’aux professionnels de la décoration, de l’architecture ou de l’agencement d’espaces professionnels.
L'entreprise est engagée dans une démarche écoresponsable, notamment certifiée par le label Imprim'vert.

## Valorisation du patrimoine artistique
Le Presse Papier affiche une volonté de valorisation du savoir-faire traditionnel et du patrimoine artistique. Ceci prend forme via la création de motifs originaux inspirés de différents grands mouvements des arts décoratifs, mais également à travers la réédition d’œuvres d’artistes du passé. Plus globalement, la marque renouvelle la tradition lyonnaise des motifs floraux en lui offrant de nouveaux supports d'expression. 
« Un projet de mise en lumière des femmes artistes oubliées par l’histoire » a débouché sur la création des modèles Weimar en hommage à Anni Albers et Dada Pattern inspiré de Sophie Taeuber-Arp, ou encore sur une collection rétrospective d'œuvres de l'artiste française Paule Marrot dessinées entre 1950 et 1974.

## Reconnaissance
Depuis 2012, de nombreux critiques et magazines de décoration mettent régulièrement en lumière les papiers peints et textiles Le Presse Papier,,,. Certaines créations de la marque sont par ailleurs présentes dans les collections permanentes du musée du papier peint, et ont participé à des expositions temporaires et événements artistiques. 